# 불바르 극장
불바르 극장(Théâtre de boulevard)은 프랑스 파리의 연극 지구다.
19세기 후반부터 파리의 확장에 따라 쓸모가 없어진 성벽 자리에 산책을 위한 큰 한길(불바르)이 생기고 그 한길에 따라 상업 연극이 성하였다. 연애 삼각관계를 돈벌이로 들고 나온 부르주아 풍속희극의 중심지로서, 현대작가로서도 사샤 기트리, 마르셀 아샤르, 앙드레 루생, 프랑수아즈 사강, 카모레티 등이 가담해 뛰어난 오락극을 낳고 있다. 대표적인 극장으로는 짐나즈, 누보테, 바리에테 등이 있다.

## 극작가 목록
- 마르셀 아샤르
- 장 아누이
- 앙리 베크
- 장 콕토
- 알렉상드르 뒤마 피스
- 조르주 페이도
- 외젠 라비슈
- 마르셀 파뇰
- 줄스 로메인
- 에드몽 로스탕
- 앙드레 루생
- 아르망 살라크루
- 외젠 스크리브